# Comuna de Golczewo
Golczewo (polaco: Gmina Golczewo) é uma gminy (comuna) na Polónia, na voivodia de Pomerânia Ocidental e no condado de Kamieński.
De acordo com os censos de 2005, a comuna tem 6077 habitantes, com uma densidade 34,7 hab/km².

## Área
Estende-se por uma área de 175,39 km².

## Demografia
Dados de 30 de Junho 2004:
|                      | Total   | Total | Mulheres | Mulheres | Homens  | Homens |
| -------------------- | ------- | ----- | -------- | -------- | ------- | ------ |
|                      | pessoas | %     | pessoas  | %        | pessoas | %      |
| População            | 6077    | 100   | 3061     | 50,4     | 3016    | 49,6   |
| Densidade (pop./km²) | 34,6    | 100   | 17,5     | 17,5     | 17,2    | 17,2   |

De acordo com dados de 2002, o rendimento médio per capita ascendia a 1387,87 zł.